# Товдалсэльва
Товдалсэльва (нюнорск и норв. Tovdalselva) — река в южной Норвегии.
Является одной из самых длинных рек Южной Норвегии. Река берёт своё начала в горах северо-восточной части Сетесдаля. В верховье реки находится множество озёр, самые крупные из которых — Херефосс-фьорд и Стрёумс-фьорд.
Длина реки — 143 км, протекает Товдалсэльва по территории двух фюльке: Эуст-Агдер и Вест-Агдер, впадая в Топдалс-фьорд.

## Название
5 июня 2015 года суд постановил, что название реки в верхнем течении «Tovdalselva», а в нижнем возможно двоякое написание — «Tovdalselva» и «Topdalselva».

## Ловля лосося
Долгое время (с 1880 по 1883 год — в тройке лидирующих в Норвегии) река являлась крупнейшей в рыбопромысловой отрасли по добыче лосося. Однако, к началу XX века, рыбопромысел серьёзно снизился, а к 1970 году ловля лосося практически полностью прекратилась.
В 1997 году было проведено известкование реки. В результате этого, численность лосося начала резко увеличиваться. В 2003 году было поймано 300 кг лосося. С каждым годом добыча увеличивалась с 1,5 тонн в 2008 году до 3 тонн в 2011, однако, к 2013 она опустилась до показателей в 1,5 тонны.